# Национальное собрание Камеруна
Национальное собрание Камеруна (фр. Assemblée Nationale du Cameroun) — нижняя палата парламента Камеруна. Состоит из 180 депутатов, избирающихся на 5 лет по 49 избирательным округам.

## Последние выборы
Результаты парламентских выборов 9 февраля 2020 года:
| Партия                                        | Мест | +/- |
| --------------------------------------------- | ---- | --- |
| Камерунское народное демократическое движение | 152  | +4  |
| Национальный союз за демократию и прогресс    | 7    | +2  |
| Социал-демократический фронт                  | 5    | −13 |
| Камерунская партия национального примирения   | 5    |     |
| Демократический союз Камеруна                 | 4    |     |
| Фронт национального спасения Камеруна         | 3    | +3  |
| Движение за оборону Республики                | 2    | +1  |
| Союз социалистического движения               | 2    | +2  |